# Samuel Firmino de Jesus
Samuel Firmino de Jesus (* 7. April 1986 in São Paulo), genannt Samuel, ist ein ehemaliger brasilianischer Fußballspieler, der seine Stammposition in der Innenverteidigung hatte.

## Karriere
Samuel begann seine Karriere beim Ituano FC, wo er in der zweiten brasilianischen Liga regelmäßig zum Einsatz kam. 2007 wechselte er zu Portuguesa und blieb dort ein Jahr. Es folgte eine Veränderung zum Comercial FC. Danach spielte er eine Spielzeit beim União São João EC, bevor er für mehrere Monate bei Paraná Clube unterzeichnete. Beim Joinville EC fand er einen Platz für die Saison 2009/10.
Hier konnte er sich für den Spitzenklub FC São Paulo empfehlen, wohin er nach Ablauf seines Kontraktes in Joinville wechselte. Bis zum 31. Dezember 2010 stand der Innenverteidiger bei São Paulo unter Vertrag. Er löste den Vertrag zum Beginn der Transferperiode auf. Seit dem 31. Januar 2011 stand Samuel bei Werder Bremen unter Vertrag, nachdem er dort ein Probetraining absolviert hatte. Er erhielt die Trikotnummer 25, kam jedoch in der Rückrunde der Bundesliga nicht zum Einsatz.
Am 17. Juni 2011 gab der RSC Anderlecht die Verpflichtung von Samuel bekannt. Samuel unterschrieb einen Einjahresvertrag bis zum Ende Juni 2012 und wechselt ablösefrei, nachdem sein Vertrag in Bremen ausgelaufen war. Jedoch kam er in der Hinrunde der Saison 2011/12 nur zu vier Einsätzen in der Jupiler Pro League.
Im Januar 2012 durfte er dann den Verein vorzeitig ablösefrei verlassen und wechselte zum portugiesischen Erstligisten Sporting Braga, wo er einen Eineinhalbjahresvertrag bis Ende Juni 2013 unterschrieb. Dort kam er jedoch nicht zum Einsatz.
Anfang November 2012 wechselte Samuel wieder vorzeitig zurück in seine Heimat und unterschrieb für 2013 einen Vertrag bei São Bernardo FC. Danach spielte er bis zu seinem Karriereende 2020 bei unterklassigen Klubs seiner Heimat. Lediglich 2016 erfolgte noch ein Ausflug in die zweite südkoreanische Liga.

## Erfolge
Portuguesa
- Staatsmeisterschaft von São Paulo Serie A2: 2007

Joinville
- Staatspokal von Santa Catarina: 2009
- Recopa Sul: 2009

ABC
- Copa Cidade de Natal: 2018
- Staatsmeisterschaft von Rio Grande do Norte: 2018